# Casa Migliavacca dei Rivola
Casa Migliavacca dei Rivola poi  casa Angelini, chiamata anche Domus di Lucina o Palazzo Priacini, si trova nella parte alta della città di Bergamo in via Arena e faceva parte della antica vicinia di Antescolis.

## Storia
Via Arena, che un tempo faceva parte della vicinia di Antescolis, è tra le vie più antiche e storiche della città, quella che porta da piazza Reginaldo Giuliani, antica piazza di Santa Maria Maggiore, fino al seminario vescovile. 
Nel 1963 la famiglia Angelini,  proprietaria del palazzo,  fece effettuare scavi e ricerche nelle sue fondamenta, e qui che avvenne uno dei ritrovamenti più importanti di Bergamo, una  domus romana, risalente dal I secolo al III secolo d.C.. La domus venne chiamata Domus di Lucina dal nome inciso su di una terrina in argilla ritrovata negli scavi. La casa doveva essere abitata da una famiglia abbiente che dovette poi abbandonarla verso il VII secolo dopo il declino romano, probabilmente fuggendo dalle devastazioni che ne seguirono.
La famiglia Rivola, che aveva costruito il palazzo sede della prima Zecca, si divise creando il ramo dei Migliavacca, che diventando proprietaria dell'immobile, costruì in data precedente al 1220 una torre denominata poi turresellam de Miliavacchis (Torre Migliavacca dei Rivola), successivamente ne venne demolita una parte portando il fabbricato al livello delle altre case a torre.
Nel XIV secolo divenne abitazione della famiglia Priacini originaria di Gromo in val Seriana, e Antoniolo de Priacini, ultimo rappresentante della famiglia, nel 1399, non avendo eredi, cedette le rendite dei suoi beni e il palazzo alla fabbrica della basilica di Santa Maria Maggiore disponendone la destinazione a hospitale per i bisognosi. La struttura venne adeguata e affrescata diventando ospedale dal 1410, e dal 1449 gestita dalla congregazione della Misericordia Maggiore che successivamente, con l'unione di tutti gli undici ospedali sparsi nella città, trasferì l'ospedale in quello di San Marco nella parte bassa della città., destinando i locali a cancelleria, aule per i consigli della fondazione, mentre una parte venne affittata ai predicatori quaresimali e alla famiglia Bonicelli. 
I locali ospitarono il liceo musicale, compreso l'istituto musicale caritativo fondato da Simone Mayr dal 1806, come viene riportato sull'epigrafe posta in facciata, istituto dove Gaetano Donizetti apprenderà le prime nozioni di musica dal maestro d'organo Gonzales.

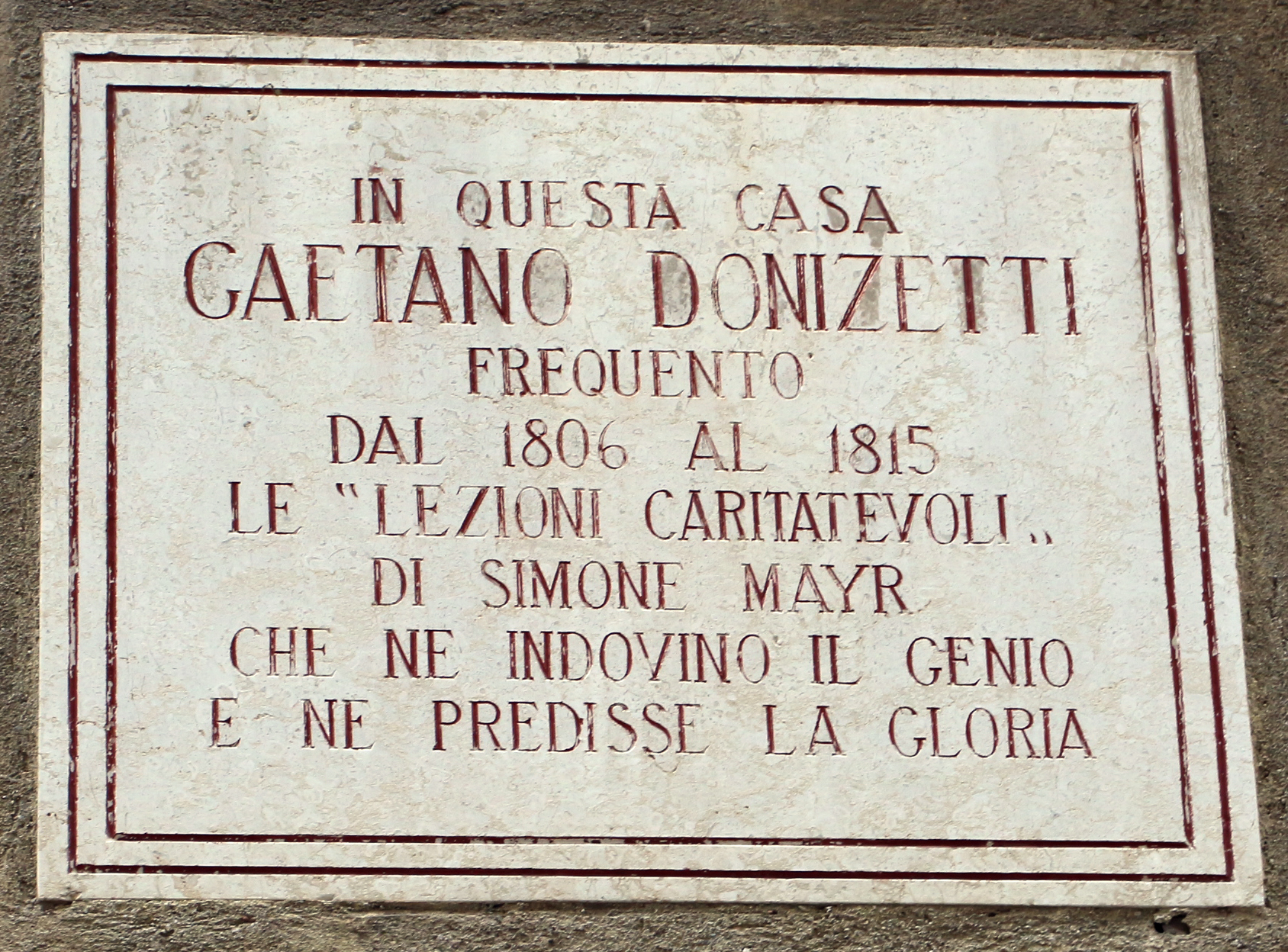
Bergamo, casa Angelini

Successivamente il palazzo divenne di proprietà dei Bonicelli, e dal 1960 della famiglia dell'architetto Sandro Angelini che fece un restauro di recupero degli antichi affreschi e di tutta la struttura.
Il fabbricato dal 4 giugno del 1988, è soggetto a vincolo da parte della Soprintendenza ai Beni Architettonici.

## Descrizione
Il palazzo, abitazione civile, è su pianta rettangolare a corpo doppio, dovuto al raggruppamento della torre con la casa, disposto su quattro piani, il tetto, solo in parte a terrazza e loggia è a due falde. 
La facciata posta su via Arena presenta una struttura muraria medioevale, da casa torrita, con una bifora al 1º piano trasformata nei restauri in finestre settecentesche.
L'immobile si presentava in modo differente tra il XV e il XVIII secolo: il secondo piano aveva una decorazione in finto marmo che divideva le finestre medioevali ad arco profilato, e il primo presentava tre grandi lesene con capitelli ionici decorate con scene di pubblica carità. 
La parete corrispondente alla torre risulta più elaborata con un fregio su fondo bruno raffigurando peducci e putti festosi in gruppi separati da pilastri. Il portico ha cinque aperture a fornici voltate e cassettoni cordonate a motivo monocromo dove due cavalieri di affrontano cavalcando cavallucci marini, intervallate da ornamenti e virtù cardinali di cui riconoscibili la Carità la Temperanza e la Giustizia e diverse altre figure, un uomo vestito di giallo, una Madonna con Bambino e santi di difficile identificazione se non fosse per le aureole, e altre decorazioni..
Le scale interne conservano gli strappi degli affreschi attribuiti a Bramante del XV secolo presenti sulla facciata, egli era infatti presente in Bergamo nel 1477 anno in cui affrescò il palazzo del podestà, mentre i documenti più importanti dell'antica domus sono conservati presso il Museo archeologico.